# Lago Munroe

Lago Munroe (em inglês:  Munroe Lake) é um lago no norte de Manitoba, próximo a fronteira provincial com os Territórios do Noroeste, no Canadá.